# Witkopjufferduif
De witkopjufferduif (Ptilinopus eugeniae) is een vogel uit de familie Columbidae (duiven). Deze vogel is genoemd naar de laatste keizerin van Frankrijk Eugénie de Montijo. 

## Verspreiding en leefgebied
Deze soort is endemisch op het eiland Makira (ook wel San Cristobal geheten) en enkele nabij gelegen eilandjes gelegen in het oosten van de Salomonseilanden, een eilandengroep in het westelijk deel van de Grote Oceaan ten oosten van Nieuw-Guinea. De vogel komt voor in ongerept tropisch bos en in mindere mate in natuurlijk bos waarin gekapt is.

## Status
De witkopjufferduif heeft een beperkt verspreidingsgebied en daardoor is de kans op uitsterven aanwezig. De grootte van de populatie is niet gekwantificeerd. De vogel is plaatselijk nog redelijk algemeen. Het leefgebied wordt echter aangetast door ontbossing waarbij natuurlijk bos wordt omgezet in gebied voor agrarisch gebruik. Ondanks deze redenen staat deze soort als niet bedreigd op de Rode Lijst van de IUCN.